# Georgie Torres
George Torres Dougherty, detto Georgie (New York, 21 settembre 1957), è un ex cestista e allenatore di pallacanestro portoricano.

## Carriera
È stato selezionato dagli Utah Jazz al quarto giro del Draft NBA 1981 (37ª scelta assoluta), ma non ha mai giocato nella NBA.
Con Porto Rico ha disputato i Giochi olimpici di Atlanta 1996, due edizioni dei Campionati mondiali (1978, 1990) e i Campionati americani del 1995.